# اس‌ام یوسی-۶۴
اس‌ام یوسی-۶۴ (به انگلیسی: SM UC-64) یک زیردریایی بود که طول آن ۱۷۰ فوت ۱ اینچ (۵۱٫۸۴ متر) بود. این زیردریایی در سال ۱۹۱۷ ساخته شد.